# Le Lamentin (Martynika)
Le Lamentin – miasto na Martynice (departamencie zamorskim Francji); 40 tys. mieszkańców (2006). Jest to drugie co do wielkości miasto Martyniki. W pobliżu znajduje się międzynarodowy port lotniczy Aimé Césaire.